# Donata Elschenbroich
Donata Elschenbroich (* 1944 in Dresden) ist eine deutsche Pädagogin, Literatur- und Musikwissenschaftlerin sowie Sachbuchautorin, die sich in ihren zahlreichen Büchern wie dem in mehrere Sprachen übersetzten Weltwissen der Siebenjährigen insbesondere mit Fragen der Erziehung von Kindern beschäftigt.

## Leben
Nach dem Schulbesuch studierte Donata Elschenbroich Literaturwissenschaft und Musik des Mittelalters an der Ludwig-Maximilians-Universität München sowie der Universität London. Nach Beendigung des Studiums mit einem Magister ging sie Ende der 1960er nach Berlin, wo sie mit geringer finanzieller Unterstützung durch das Bezirksamt Berlin-Reinickendorf einen Kindergarten in einem abgestellten Bauwagen im Märkischen Viertel eröffnete.
In den 1970er Jahren wurde sie Mitarbeiterin des Deutschen Jugendinstituts (DJI) in München, an dem sie sich als Jugendforscherin mit dem von Jürgen Zimmer entwickelten Situationsansatz beschäftigte und hierzu mehrere Jahre Studien in Kindertagesstätten in Nordhessen durchführte. 1977 erfolgte ihre Promotion zur Dr. phil. an der Universität Bremen mit einer Dissertation zum Thema Kinder werden nicht geboren. Studien zur Entstehung der Kindheit.
Daneben führte sie im Auftrag des DJI zahlreiche Studien in Deutschland, aber auch in Japan, Schweden und Ungarn durch, in denen sie sich mit Entwicklung und Fähigkeiten von Kindern im Vorschulalter beschäftigt. Die dabei gewonnenen Erkenntnisse stellte sie in zahlreichen Fachbüchern dar und begann zugleich mit der Umsetzung ihrer Erfahrungen im Bereich der Frühpädagogik, in dem sie mit Otto Schweitzer Filme für Vorschulkinder produziert. In der daraus entwickelten Filmreihe Wissen und Bindung entstanden Filme wie Anleitung zur Neugier, Das Rad erfinden, Das Kind ist begabt, Die Dinge – daheim sowie Die andere Bildung in den Ferien. Zu ihren weiteren Untersuchungsschwerpunkten gehörte die Bildungssituation von Kindern aus Migranten- und Spätaussiedlerfamilien.
Mitte der 1990er Jahre war Donata Elschenbroich Mitarbeiter in der Geschäftsführung des von der Bundesregierung herausgegebenen Kinder- und Jugendberichts.
In ihren Büchern befasste sie sich mit zahlreichen weiteren Themen wie Weltwissen und Neugier. Zu ihren bekanntesten Büchern zählen Weltwissen der Siebenjährigen, das in mehrere Sprachen übersetzt wurde, Weltwunder – Kinder als Naturforscher und Die Dinge – Expeditionen zu den Gegenständen des täglichen Lebens. In diesen Büchern fordert sie, was Kinder erfahren und gelernt haben sollten – nicht erst in der Schule, sondern schon vorher.

## Veröffentlichungen
- Spielzeug und wozu es gebraucht wird, Berlin 1975
- Kinder werden nicht geboren. Studien zur Entstehung der Kindheit, Dissertation Universität Bremen, Frankfurt/Main 1977, ISBN 3-921450-39-X
- Kindheit und Kindergarten. Neue pädagogische Ansätze und Erfahrungen, Wiesbaden 1979
- Die Kinder der Fremden. Ausländische Kinder im Kultur- u. Sprachkonflikt, Wiesbaden 1981, ISBN 3-400-00486-3
- Die Heimat des Nachbarn. Herkunftsländer: Italien, Jugoslawien, Griechenland, Türkei, Gelnhausen 1982, ISBN 3-7664-2033-X
- Einwanderung, Integration, ethnische Bindung, Frankfurt am Main 1985, ISBN 3-87877-181-9
- Eine Nation von Einwanderern. Ethnisches Bewusstsein und Integrationspolitik in den USA, Frankfurt/Main 1986, ISBN 3-593-33670-7
- Einwanderungsland USA – Einwanderungsland Bundesrepublik. Migration im internationalen Vergleich, Hagen 1988
- Seit wir über die Grenze gekommen sind, heissen wir Aussiedler, Stuttgart 1991
- Ferne Deutsche. Aussiedler-Familien in Frankfurt am Main, Frankfurt am Main 1992
- Was für Kinder. Aufwachsen in Deutschland. Ein Handbuch, München 1993, ISBN 3-466-30344-3
- Aufwachsen und Lernen in Japan. Eine kommentierte Bibliographie angloamerikanischer, japanischer und deutscher Literatur, München 1994, ISBN 3-87966-353-X
- Anleitung zur Neugier. Grundlagen japanischer Erziehung, Frankfurt am Main 1996, ISBN 3-518-11934-6
- Weltwissen der Siebenjährigen. Wie Kinder die Welt entdecken können, München 2001, ISBN 3-88897-265-5
- Weltwunder. Kinder als Naturforscher, München 2005, ISBN 3-88897-398-8
- Die Dinge. Expeditionen zu den Gegenständen des täglichen Lebens, München 2010, ISBN 978-3-88897-681-0

## Hintergrundliteratur
- Wie sollten Kinder aufwachsen, Frau Elschenbroich? Im Gespräch: Donata Elschenbroich. In: Frankfurter Allgemeine Zeitung, Bilder und Zeiten (Z 6) vom 26. Mai 2012 (Online-Version)